# Береговський Станіслав Степанович
Станіслав Степанович Береговський (нар. 30 вересня 1935, Москва) — радянський футболіст. Захисник, виступав, зокрема за «Зірку» (Кіровоград), «Суднобудівник» (Миколаїв) і «Карпати» (Львів).
Грав у складі «Нафтовика» (Дрогобич), «Зірки» (Кіровоград), «Суднобудівника» (Миколаїв), «Карпат» (Львів) і «Шахтаря» (Червоноград).